# Billy Bush
William Hall Bush (Nueva York, 13 de octubre de 1971), más conocido como Billy Bush, es un presentador de radio y televisión estadounidense. Es miembro de la familia Bush, que incluye a dos expresidentes de Estados Unidos y varias figuras políticas conocidas a nivel nacional que abarcan varias de sus generaciones.
Después de su primera aparición como corresponsal en Access Hollywood de 2001 a 2004, Bush se convirtió en el presentador principal del programa en 2004. Bush también presentó The Billy Bush Show, que se emitió de 2008 a 2014. Dejó Access Hollywood en 2016, después de haber sido nombrado co- presentador de la tercera edición del programa Today.

## Biografía
Es hijo de Jonathan Bush, quien era hermano del expresidente estadounidense George H. W. Bush, Billy Bush es conocido como presentador de The Billy Bush Show, un programa de radio transmitido en todo Estados Unidos desde la estación de radio Westwood One. Además, desde 2004, ha sido el presentador principal de Access Hollywood, un programa de noticias sobre celebridades y entretenimiento producido por NBC Universal TV Networks Distribution.
Bush también es embajador de Operation Smile, una organización sin fines de lucro dedicada a brindar atención médica a niños con fisura del manguito en todo el mundo.